# مات روز (لاعب كرة قدم)
مات روز (بالإنجليزية: Matt Rose)‏ (9 مايو 1991 بهاي بوينت في الولايات المتحدة - ) هو لاعب كرة قدم أمريكي في مركز الدفاع. لعب مع Tampa Bay Rowdies ‏ وبروتلاند تمبرز 2 وCapital FC ‏.

## وصلات خارجية
- مات روز على موقع قاعدة بيانات كرة القدم.إي يو (الإنجليزية)